# De materia medica
Il De materia medica (il titolo originale, in greco, è Περὶ ὕλης ἰατρικῆς) è un trattato di medicina scritto tra il 60 e il 78 d.C. da Dioscoride Pedanio, vissuto ai tempi di Nerone.
Il manoscritto più antico è noto anche come Dioscoride di Vienna, datato intorno al 512 d.C. e dedicato ad Anicia Giuliana, figlia dell'imperatore Anicio Olibrio.
Il codice tramanda l'erbario in ordine alfabetico, più antica versione dell'opera; contiene circa 400 miniature ed espone oltre 600 tipi di piante ritenute avere proprietà curative.